# 1893 год в авиации
Список событий в авиации в 1893 году.

## События

### Без точных дат
- Первая попытка полёта самолёта Phillips multiplane No.1.[1]

## Персоны

### Родились
- 4 октября — Стасис Гиренас, литовский лётчик, национальный герой.
- 6 октября — Бабушкин, Михаил Сергеевич, советский полярный лётчик, Герой Советского Союза (27 июня 1937).